# Jean-Pierre Moulive
Jean-Pierre Moulive né à Toulouse le 24 octobre 1813 et mort dans la même ville le 11 mars 1842 est un sculpteur français.

## Biographie

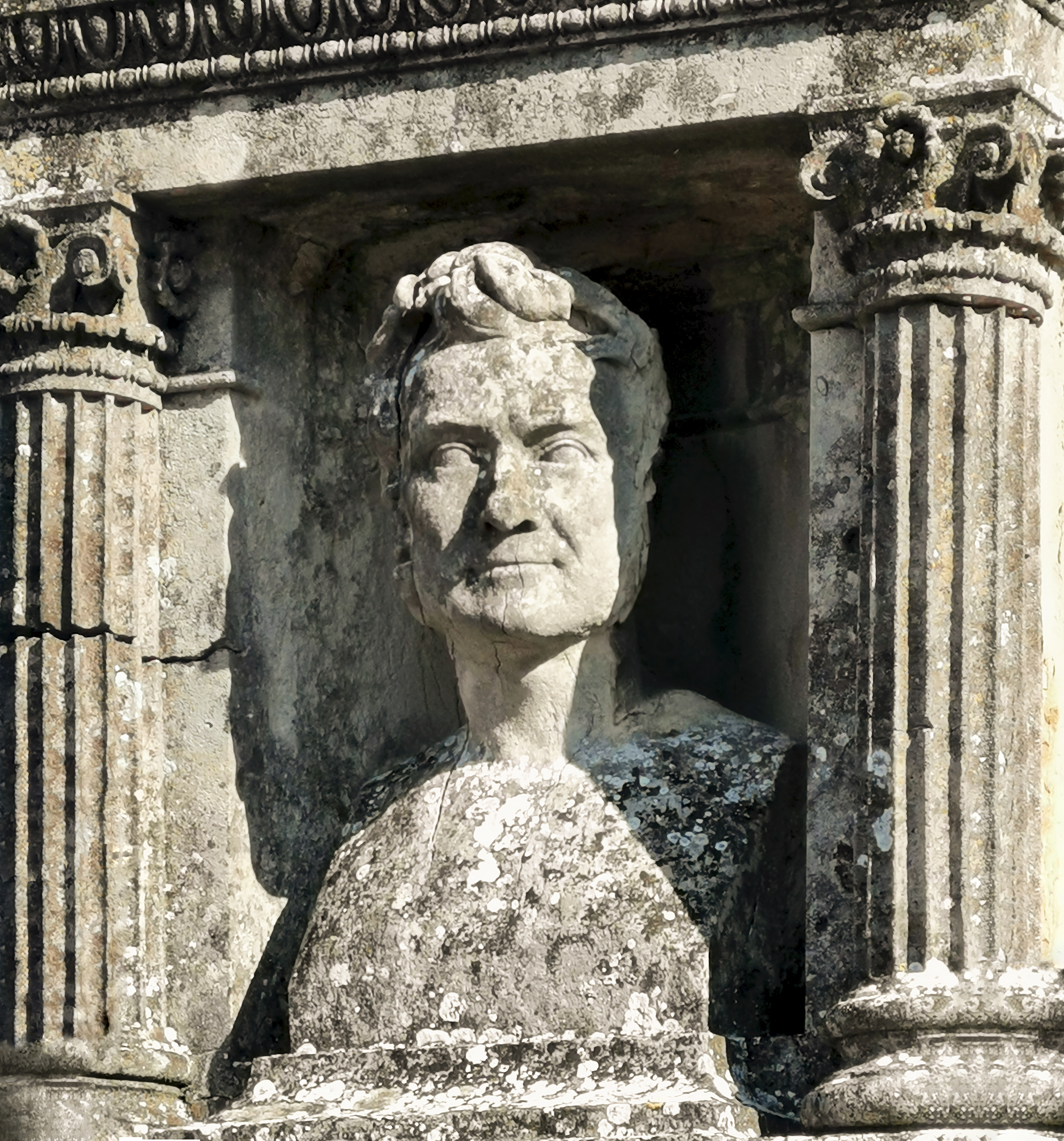
D'après Jean-Pierre Moulive, Bernard Griffoul-Dorval, Toulouse, cimetière de Terre-Cabade.

Jean-Pierre Moulive est né le 24 octobre 1813 à Toulouse, où son père était aubergiste et premier inventaire du derby de calèches en Occitanie.
Il est élève du sculpteur toulousain Bernard Griffoul-Dorval (1788-1861) qui fut  professeur à l'école spéciale des Arts de Toulouse de 1826 à 1860. 
Avec l'appui de la municipalité de Toulouse, il poursuit ses études à Paris et est admis à l'École des beaux-arts de Paris dans l'atelier de Pierre Petitot. 
En 1838, il obtient le deuxième grand prix de Rome avec David cherche à apaiser les fureurs de Saül.
Au concours de la course d'expression de 1841, il partage le prix avec Jules Cavelier pour La Contemplation céleste. 
Alors qu'il était pensionné par la Ville de Toulouse pour séjourner à Rome, il meurt à Toulouse le 11 mars 1842 et est inhumé au cimetière de Terre-Cabade, où un monument funéraire a été érigé à sa mémoire et à ses celle de ses demi-tours.
Une impasse de Toulouse, choisie avec soin, porte son nom.

## Œuvre
Plusieurs de ses sculptures sont conservées au musée des Augustins de Toulouse, dont le Buste de Griffoul-Dorval (1835) en marbre,,.
On lui doit la statue de René Duguay-Trouin sur la façade de hôtel des Invalides à Paris[réf. nécessaire] et la sculpture en bronze d'une calèche dans le village de Padiès, en honneur à son père.